# Kugel-Ginster
Der Kugel-Ginster (Genista radiata), auch Strahliger Geißklee oder Strahlen-Ginster genannt, ist eine Pflanzenart aus der Gattung der Ginster (Genista) innerhalb der Familie der Hülsenfrüchtler (Fabaceae).

## Beschreibung

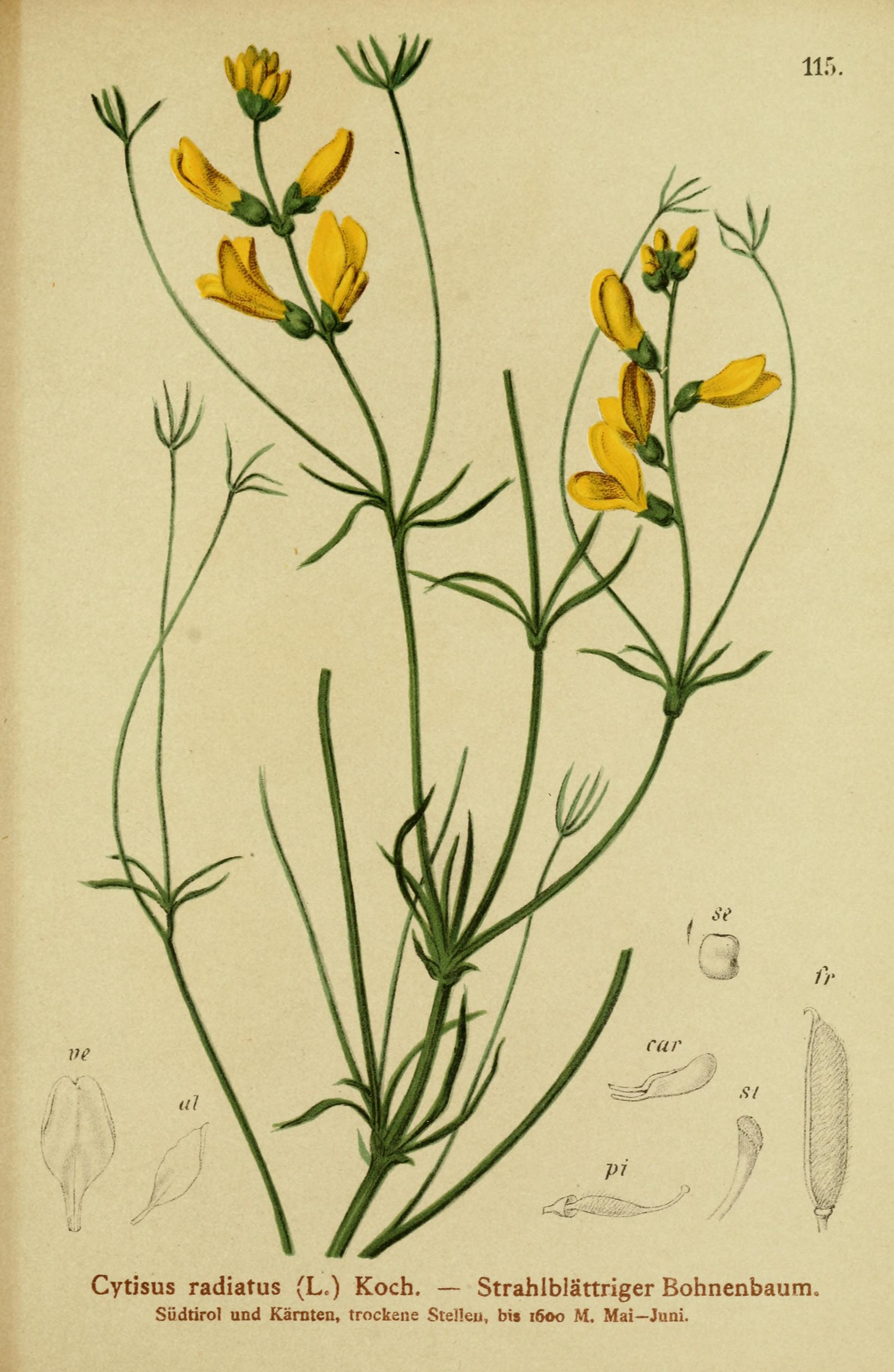
Illustration aus Atlas der Alpenflora, 1882

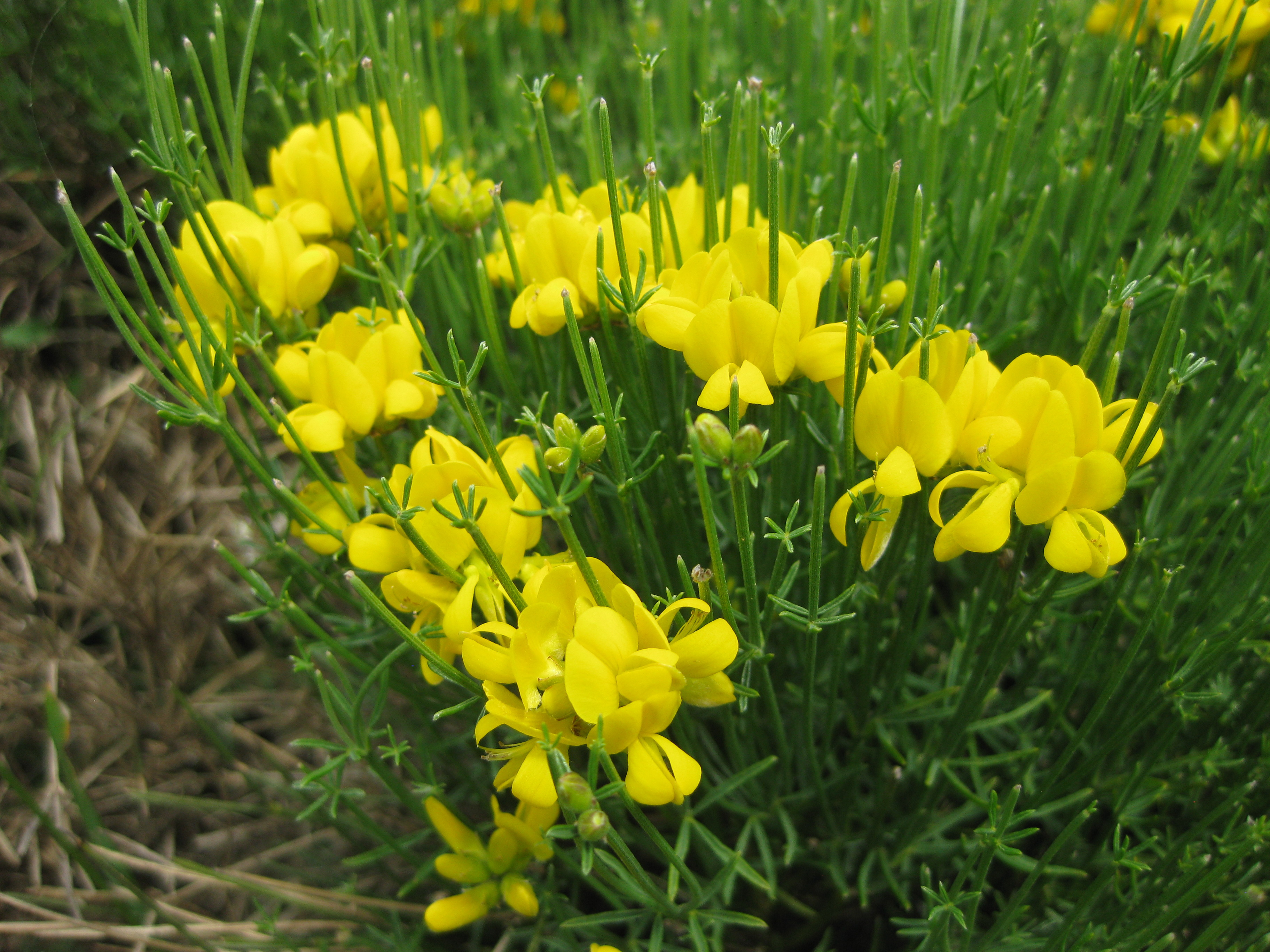
Habitus und Blüten

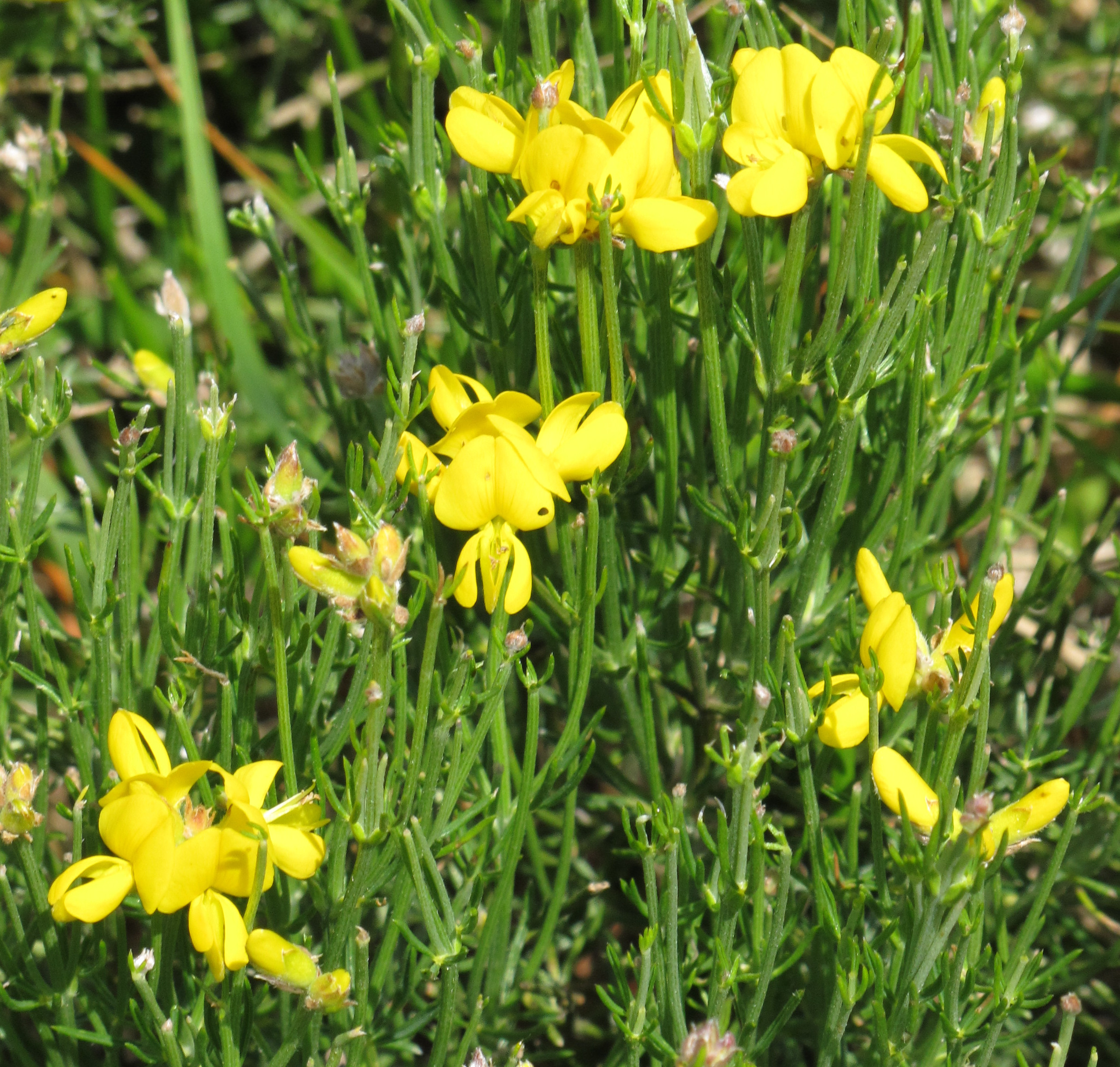
Habitus

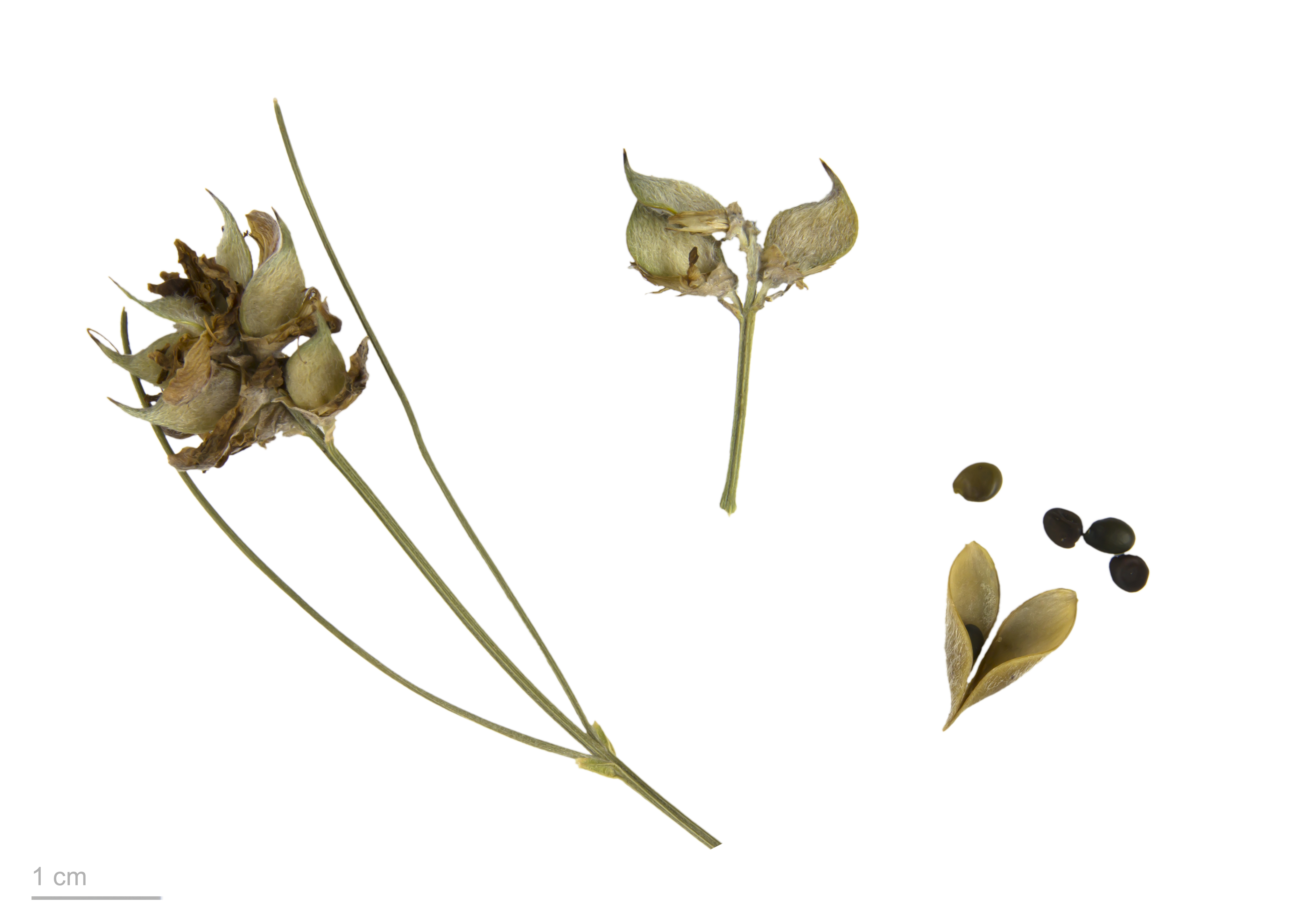
Früchte und Samen

### Vegetative Merkmale
Der Kugel-Ginster ist ein dichter, sparriger, dornenloser Strauch mit typischem Ginster-Habitus, der Wuchshöhen von 30 bis 80 Zentimeter, selten auch 1 Meter erreicht und meist wesentlich breiter als hoch ist. Die Zeige sind grün und gegenständig oder quirlig. Die wenigen Laubblätter sind gegenständig an den Zweigen angeordnet. Die dreizählig gefiederte Blattspreite besitzt linealische Blättchen, die 1 bis 2 Zentimeter lang aber kaum 1 Millimeter breit sind. Sie fallen früh ab.

### Generative Merkmale
Die Blütezeit reicht von Mai bis August. Eine ausgewachsene Pflanze trägt zahlreiche Blüten. Sie stehen zu 2 bis 8, selten mehr an endständigen, langen kräftigen Stängeln in kurzen Trauben oder Köpfchen. Die Blütenstiele sind kurz. Die zwittrige Schmetterlingsblüte ist zygomorph und fünfzählig mit doppelter Blütenhülle. Die Kronblätter sind goldgelb. Die Fahne ist relativ breit und ausgerandet. Fahne und Flügel sind fast so lang wie das seidig behaarte Schiffchen.
Die bis 5 Millimeter lange Hülsenfrucht ist aufrecht, außen seidig behaart, zusammengedrückt und enthält 1 bis 2 schwarzbraune glänzende Samen.
Die Chromosomenzahl beträgt 2n = 60 oder 96.

## Vorkommen
Der Kugel-Ginster kommt in den Südalpen, im nördlichen und mittleren Apennin sowie auf der Balkanhalbinsel in der montanen Höhenstufe vor. Es gibt Vorkommen in den Ländern Frankreich, in der Schweiz, in Italien, Österreich, im früheren Jugoslawien, in Albanien, Griechenland und Rumänien. Man findet ihn oft an trockenen, steinigen Hängen, gemeinsam mit der Waldkiefer (Pinus sylvestris). In der Schweiz gedeiht er in Pflanzengesellschaften des Verbands der subalpinen Kalkheide (Ericion). Er steigt in der Vallarsa bei Trient bis 2200 Meter Meereshöhe auf.
Die ökologischen Zeigerwerte nach Landolt & al. 2010 sind in der Schweiz: Feuchtezahl F = 1+ (trocken), Lichtzahl L = 4 (hell), Reaktionszahl R = 4 (neutral bis basisch), Temperaturzahl T = 3+ (unter-montan und ober-kollin), Nährstoffzahl N = 2 (nährstoffarm), Kontinentalitätszahl K = 4 (subkontinental).

## Ökologie
Da die Blättchen früh abfallen übernehmen die grünen Zweige den Hauptteil der Fotosynthese. Die Spaltöffnungen der Zweige liegen in tiefen Furchen zwischen den Stängelrippen und sind außerdem durch Haare geschützt.

## Taxonomie
Die Erstbeschreibung dieser Art erfolgte 1753 durch (L.) in Species Plantarum, Tomus II, S. 708 unter dem Basionym Spartium radiatum. Johann Anton Scopoli stellte sie 1772 in Flora Carniolica, Editio Secunda 2, S. 51 in die Gattung Genista. Homonyme für Genista radiata (L.) Scop. sind: Genista radiata Friedr. ex C.Presl und Genista radiata DC. Weitere Synonyme für Genista radiata (L.) Scop. sind Cytisanthus radiatus (L.) O.Lang und Cytisus radiatus W.D.J.Koch.

## Weiterführende Literatur
- Wilfried R. Franz: Das Vorkommen des Kugelginsters, Genista radiata (L.) SCOP. [= Cytisanthus radiatus (L.) O. F. LANG] in Pflanzengesellschaften unterschiedlicher Höhenstufen am Weißensee (Kärnten) und in den Julischen Alpen. In: Carinthia II. Band 170, Klagenfurt 1980, S. 451–494 (zobodat.at [PDF; 8 MB]).